# Tindariopsis grasslei
Tindariopsis grasslei is een tweekleppigensoort uit de familie van de Bathyspinulidae. De wetenschappelijke naam van de soort is voor het eerst geldig gepubliceerd in 1993 door Allen.